# CD1e
T-cell surface glycoprotein CD1e, membrane-associated ist ein Oberflächenprotein.

## Eigenschaften
Es wird unter anderem in kortikalen Thymozyten, Langerhanszellen, dendritischen Zellen, bei manchen T-Zell-Leukämien gebildet. CD1E moduliert im Zuge der adaptiven Immunantwort die Antigenpräsentation von diacylierten Lipid-, Lipopeptid- und Glykolipid-Antigenen (darunter Phosphatidylinositole und Sulfoglykolipide) durch die anderen CD1-Varianten gegenüber den T-Zell-Rezeptoren. Die membrangebundene Form des CD1e ist inaktiv. Es bindet neben Lipiden auch an Beta-2-Mikroglobulin. CD1 ist glykosyliert und besitzt Disulfidbrücken.